# Санта Марија Мађоре
Санта Марија Мађоре (итал. Santa Maria Maggiore) је насеље у Италији у округу Вербано-Кузио-Осола, региону Пијемонт.
Према процени из 2011. у насељу је живело 1264 становника. Насеље се налази на надморској висини од 832 м.

## Становништво
Према резултатима пописа становништва 2011. у општини је живело 1.264 становника.
| 1931. | 1936. | 1951. | 1961. | 1971. | 1981. | 1991. | 2001. | 2011. |
| ----- | ----- | ----- | ----- | ----- | ----- | ----- | ----- | ----- |
| 1.081 | 1.082 | 1.205 | 1.163 | 1.215 | 1.272 | 1.256 | 1.207 | 1.264 |